# Rode boleet
De rode boleet (Hortiboletus rubellus, synoniemen: Boletus rubellus, Xerocomus rubellus) is een schimmel behorend tot de familie Boletaceae. Hij groeit langs paden en lanen, bij loofbomen. Hij leeft in ectomycorrhiza (symbiose met wortels) met verschillende loofbomen, vooral beuk, eiken, maar ook lindes, berken, haagbeuk en populieren. Omdat de zwam wordt gegeten door naaktslakken, insectenlarven en springstaarten zijn gave exemplaren lastig te vinden.

## Kenmerken

### Uiterlijke kenmerken
Hoed
Het is een kleine boleet, waarbij de hoed zelden meer dan 6 cm in diameter is. De kleur is scharlakenrood tot frambozenrood als hij jong is, met een droge fluweelachtige textuur. De uiterste rand heeft vaak een lichtgele of witte band eromheen en verkleurt donkerder en vuiler met de leeftijd. De vorm is halfbolvormig, uitgespreid en uiteindelijk vlak. De structuur is viltachtig.
Buisjes en poriën
De buisjes zijn breed aangehecht. De kleur is lichtgeel tot olijfgeel poriën. De buisjes zijn 6 tot 15 mm lang. De poriën zijn rondachtig tot duidelijk hoekig en zijn aanwezig met 1-2 per mm. Bij kneuzing verkleuren ze sterk blauw.
Steel
De steel is slank en kan 7,5 cm bereiken. De steel is recht tot enigszins buikig. De kleur is lichtgeel, vaak rood gekleurd of met rode vlekken. In de steelvoet bevinden zich rode puntjes.
Geur en smaak
Hij is niet giftig maar smaakt zeepachtig of mild.
Sporenprint
De sporenprint is olijfbruin

### Microscopische kenmerken
De sporen zijn glad, smal, fijn overlangs gestreept en meten 10-13 × 4-5 µm, met een Q-getal 1,9-2,6 en Qav = 2,0-2,35. In KOH worden ze goud. De min of meer talrijke cystidia zijn 60 × 12,5 µm groot. De hoedhuid is een trichoderm van cilindrische hyfen, met cilindrische eindcellen.

## Naam
Boletus is een oude naam voor zwam. De soortaanduiding rubellus betekent 'roodachtig'. 

## Verspreiding
De rode boleet komt voor in Europa en de oostelijke Verenigde Staten en Canada. Sporadisch wordt hij ook waargenomen in Azië . Een soortgelijke soort die wordt aangeduid als "cf versicolor" is waargenomen in Victoria in het zuidoosten van Australië. Hij komt in Nederland algemeen voor. Hij staat niet op de rode lijst en is niet bedreigd.

## Naamgeving
Boletus rubellus was een van de basidiomyceten met poriën die in het verleden in het geslacht Xerocomus werd geplaatst en wordt in sommige teksten nog steeds als zodanig beschouwd. De voorheen veel gebruikte botanische naam Boletus versicolor, gepubliceerd in 1844, is nu een synoniem omdat de huidige naam van de Duitse mycoloog Julius Vincenz von Krombholz dateert uit 1836. De schimmel werd in 2015 overgebracht naar het nieuwe geslacht Hortiboletus na moleculair bewijs dat de genetische verschillen met Boletus aangeeft.

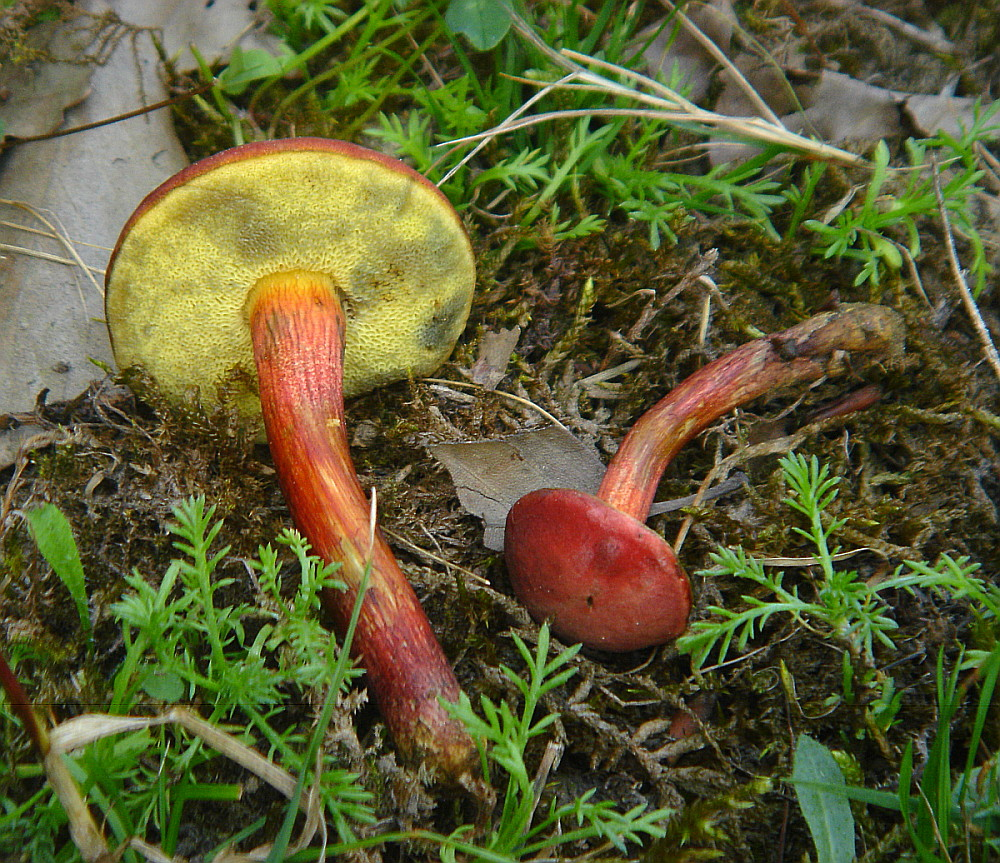
Porien met blauwverkleuring en steel
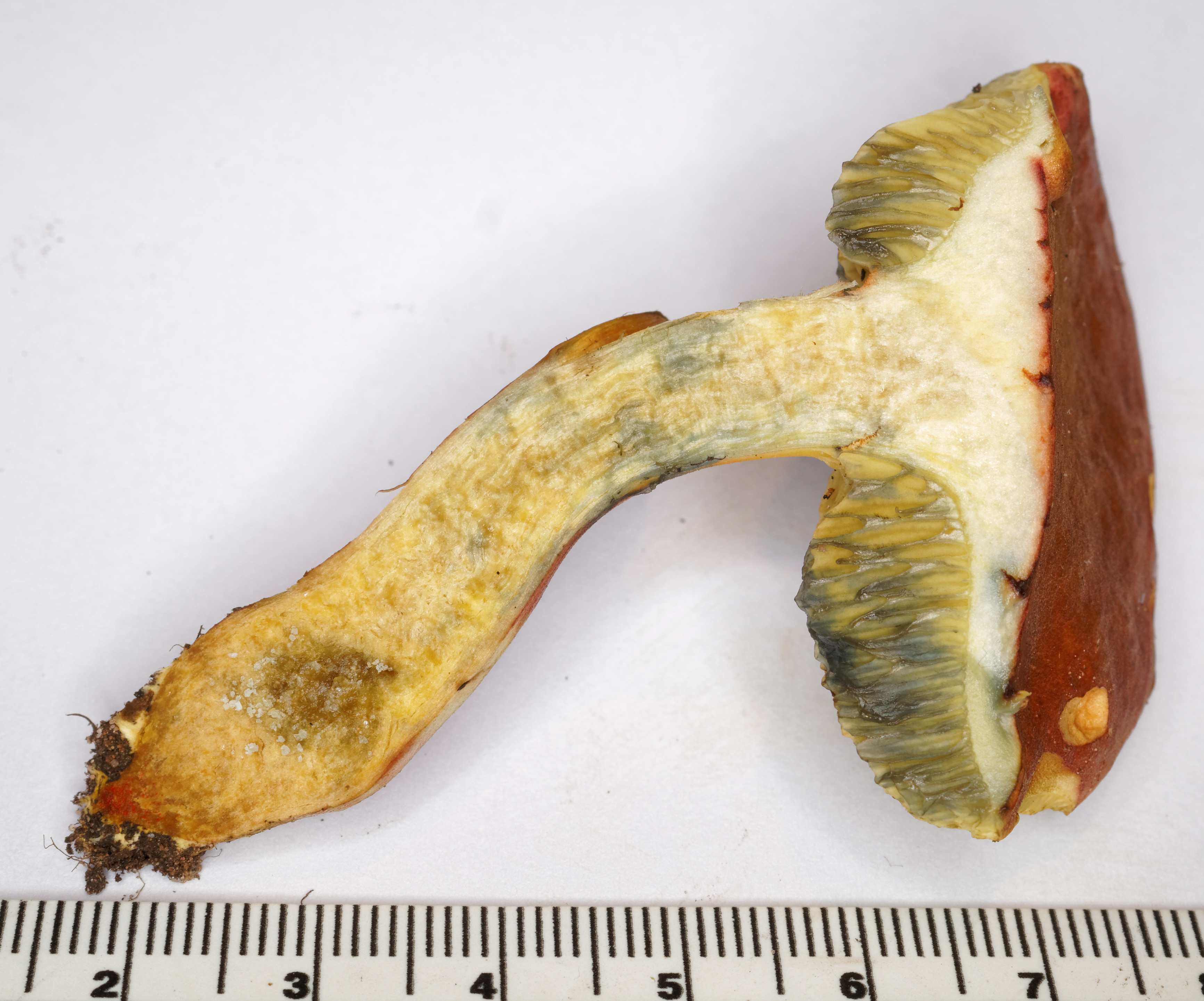
Doorsnede steel
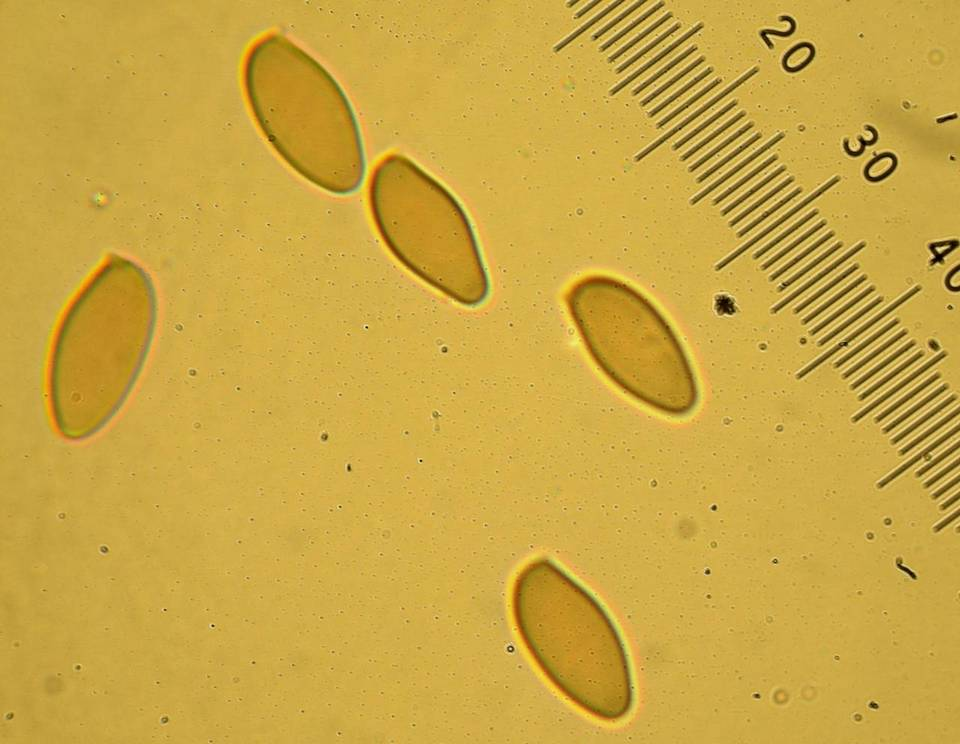
Sporen